# The Kiddies' Christmas
The Kiddies' Christmas è un cortometraggio muto del 1911 prodotto dalla Lubin. Il nome del regista non viene riportato nei credit del film.

## Produzione
Il film fu prodotto dalla Lubin Manufacturing Company.

## Distribuzione
Distribuito dalla General Film Company, il film - un cortometraggio in due bobine - uscì nelle sale statunitensi il 21 dicembre 1911. La Moving Pictures Sales Agency lo distribuì nel Regno Unito il 15 dicembre 1911.